# Двинский, Владимир Эммануилович
Владимир Эммануилович Двинский (18 декабря 1940, Москва — 5 июля 2019, Нагария, Израиль) — советский и российский кинорежиссёр, действительный член Российской академии кинематографических искусств «Ника», председатель правления Московского еврейского культурно-просветительного общества (МЕКПО).
Окончил ВГИК. Работал режиссёром документального кино на студиях Беларусьфильм и Центрнаучфильм.
Сын сценариста и журналиста-краеведа Эммануила Яковлевича Двинского (1910—1985).

## Общественная позиция
В марте 2014 года подписал письмо «Мы с Вами!» КиноСоюза в поддержку Украины.
В 2018 году поддержал обращение Европейской киноакадемии в защиту заключённого в России украинского режиссёра Олега Сенцова.

## Фильмография
- 1989 — «Мир вам, Шолом!»
- 2001 — «В субботу я — король!»
- 2003 — «Жила-была Одесса»
- 2005 — «Трамвай-воспоминание»